# Улаханский разлом

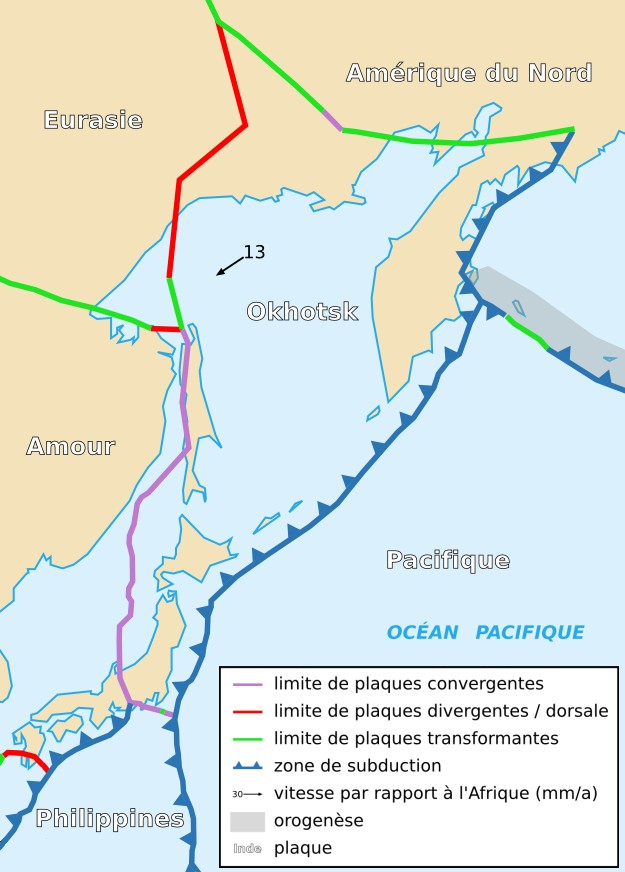
Улаханский разлом — в верхней части карты, отмечен зелёным

Улаханский разлом — левосторонний трансформный разлом в Северо-Восточной Сибири, проходящий между двумя литосферными плитами — Северо-Американской и Охотской. Проходит от тройника на хребте Черского на западе и до тройника на востоке, от которого, кроме собственно Улаханского разлома, берут начало Алеутский и Курило-Камчатский желоба.